# Rathcroghan

Una vista aérea de una óenach (asamblea) medieval temprana en Rathcroghan, por JG O'Donoghue. Imagen cortesía del Rathcroghan Visitor Center.

Rathcroghan (en irlandés Ráth Cruachan, Fuerte de Cruachan) es un complejo arqueológico cerca de Tulsk en el condado de Roscommon, Irlanda. Ha sido identificado con el emplazamiento de Cruachan, la capital tradicional de los Connachta, el pueblo que gobernó el territorio occidental en la era prehistórica y en las primeras etapas históricas. El Complejo Rathcroghan (Crúachan Aí) es un paisaje arqueológico único con muchas referencias encontradas en los primeros manuscritos medievales irlandeses.
Situado en las llanuras de Connacht (Mag nAí/Machaire Connacht), Rathcroghan es uno de los seis Sedes Reales de Irlanda. Este paisaje que se extiende a lo largo y ancho de seis kilómetros cuadrados, está compuesto de más de 240 yacimientos, sesenta de los cuales son monumentos nacionales protegidos.
Estos monumentos van desde el Neolítico (4000 - 2500 a. C.), pasando por la Edad del Bronce (2500 - 500 a. C.) y Edad del Hierro (500 a. C. - 400 d. C.), hasta la Alta Edad Media y más allá. Estos monumentos incluyen túmulos funerarios, fuertes circulares y lindes de campo de la Edad Media, entre otros. Los más fascinantes son el Montículo de Rathcroghan, de varios períodos, la misteriosa cueva de Oweynagat, los Mucklaghs -un espectacular conjunto de terraplenes lineales- y el complejo medieval de Carns .
Hay muchas referencias históricas interesantes a Rathcroghan (Ráth Crúachan) recogidas en manuscritos altomedievales, incluido el Lebor na hUidre del siglo XII. Rathcroghan aparece descrito como la ubicación de una de las grandes ferias de Irlanda, así como uno de los tres grandes cementerios paganos de la isla. También es el lugar donde comienza y termina la epopeya nacional de Táin Bó Cúailnge, y la sede de Medb (Maeve), la Reina Guerrera de Connacht.

## Mitología

### Origen
Según un poema Dindshenchas, Cruachan lleva el nombre de Crochen, sirvienta de Étaín, una doncella sídhe renacida como mortal. Cuando Étaín regresa al Otro Mundo gracias a su amante sídhe original Midir, Crochen los acompaña y en su camino al palacio subterráneo de Midir pasan algún tiempo en un montículo conocido como Síd Sinche.
Crochen queda tan impresionada por este síd que le pregunta a Midir si este es su palacio. En recompensa a su lealtad a Étaín y su respeto por este lugar, Midir se la entrega y la nombra en su honor antes de llevar a Étaín a su palacio en Bri Leith. Al final del poema se menciona a Crochen como la madre de Medb.
El mismo poema menciona a Cruachan como un cementerio real: "¡Escuchad, guerreros sobre Cruachu! Con su túmulo para cada pareja noble".

### Ciclo del Úlster
Cruachan ocupa un lugar destacado en el Ciclo del Úlster, ya que era el hogar de uno de sus principales personajes, la reina Medb . Medb había recibido el reino de Connacht de su padre, el Rey Supremo, Eochaid Feidlech, que había destronado al anterior rey Tindi Mac Conra por un acto de traición. No está claro si Tindi realmente había gobernado la provincia desde Cruachan o si Cruachan fue construido por o para Medb.
Otra historia afirma que en Cruachan reinaba Clothru, hermana de Medb, antes de que esta la matara. Se dan descripciones vívidas de la capital occidental en Fled Bricrenn ("La Fiesta de Bricriu"), y esta en Táin Bó Fraích :
"De pino estaba hecha la casa; era una cubierta de tablillas lo que tenía por fuera. Había dieciséis ventanas en la casa, cada una con un marco de latón y con un lazo de latón a través de la claraboya. Cuatro vigas de latón en el apartamento de Ailill y Medb, adornadas todas con bronce, y en el centro exacto de la casa. Dos rieles de plata bañados en oro en torno a él. Al frente una varita de plata que llegaba hasta las vigas centrales de la casa. La casa estaba rodeada por todos lados desde la puerta hasta la otra."
Cruachan aparece al comienzo y al final del Táin Bó Cúailgne con la charal entre las sábanas en la residencia real y concluye con la lucha de los toros, que se supone que tuvo lugar en Rath na dTarbh, uno de los fuertes circulares más grandes del sitio. Aparte de las historias del Úlster, no hay muchas descripciones míticas del fuerte principal de Connacht, y uno de los mejores ejemplos se encuentra en un poema Dindshenchas sobre Carn Fráich. Este poema trata de dos figuras con ese nombre, un Fráech de la época de Medb y otro que era un príncipe de Connacht que precedió a la división de Irlanda en las mitades de Conn y Eoghan, y esta sección del poema describe a Cruachan como una fortaleza construida en piedra.

### Samhaín
Cruachan parece estar muy vinculada a la fiesta de Samhain, ya que los irlandeses creían que era cuando se abrían estas antiguas tumbas prehistóricas, anteriores a su época y los dioses y espíritus que moraban en su interior, caminaban por la tierra. La aparición de criaturas desde el Oweynagat sería parte de esta creencia. En esta tradición se basa la leyenda de  Las aventuras de Nera, en la que se desafía al guerrero del título a atar una ramita alrededor del tobillo de un hombre condenado en la noche de Samhain. Después de aceptar llevar un poco de agua al condenado, descubre casas extrañas y cuando finalmente le consigue algo de agua en la tercera casa, lo devuelve al cautiverio solo para presenciar la destrucción de los edificios reales de Rathcroghan por los espíritus. Él sigue a su anfitrión mágico hasta el síd, donde se encuentra con una mujer que le dice que lo que vio fue una visión de lo que sucederá dentro de un año a menos que se advierta a sus camaradas mortales. Abandona el síd e informa a Ailill mac Máta de su visión, que destruye el Sidhe.

### Oweynagat

Gato a la entrada de la cueva

No está claro si lo que se conoce como el síd es Oweynagat o el propio montículo de Rathcroghan.
En el dintel interior hay una inscripción en ogham. No es posible leer toda la frase, pero sí se han podido traducir las palabras " FRAECH " e " HIJO DE MEDB ", aunque no está claro si este es el mismo Fraech asociado con la reina Medb .
Una historia del siglo XVIII habla de una mujer que, buscando una vaca huida, la sigue hasta la cueva, apareciendo a kilómetros de distancia en Keshcorran, condado de Sligo .
Varias criaturas destructivas salen de Oweynagat en cuentos tradicionales:
- El nombre Oweynagat puede provenir de los gatos monteses mágicos que aparecen en "El festín de Bricriu" que emergen de la cueva para atacar a los tres guerreros del Úlster antes de ser domesticados por Cúchulainn .
- Ellen Trechen, un monstruo de tres cabezas que arrasó todo el país antes de ser muerto por Amergin, el padre de Conall Cernach .
- Pequeños pájaros rojos salieron de la cueva marchitando cada planta sobre la que respiran, antes de ser cazados por la Rama Roja .
- Manadas de cerdos con similares poderes de descomposición emergen de la cueva mientras Ailill y Medb tratan desesperadamente de cazarlos, pero teniendo que lidiar con el poder de desaparición de los cerdos y la capacidad de deshacerse de la carne capturada.

### Morrigan
Morrígan emerge de esta cueva en el Táin Bó Regamna en un carro tirado por un caballo castaño con una sola pata. Lleva consigo una vaca, guiada por un gigante con un bastón bifurcado, para que se aparee con el Toro Marrón. En otra historia, Morrígan toma las vacas de una mujer llamada Odras que la sigue a la cueva antes de caer en un sueño encantado. Al despertar ve a Morrígan susurrando un hechizo que convierte a Odras en un río.

## Historia

Reconstrucción conjetural de Rathcroghan Mound a finales de la Edad del Hierro, por JG O'Donoghue. Imagen cortesía del Rathcroghan Visitor Center

Al igual que otros sitios reales, no hay grandes referencias históricas o evidencias arqueológicas que demuestren que fue una residencia real o una fortaleza como se describe en los mitos, con algunos de los mejores ejemplos de fortalezas circulares de la zona que datan de la época cristiana. Sin duda, fue un importante cementerio con la cantidad de túmulos circulares, dando la razón a los escribas que mencionan el lugar junto con Tailtiu y Tara como uno de los tres grandes lugares de enterramiento y reunión o oenach. Todas las asambleas y oenachs formaban parte de las tradiciones religiosas y funerarias. Se cree que la reina Medb podría ser en realidad una diosa local de la tierra local, al igual que Medb Lethderg en Tara, y que convertirse en rey significaba casarse con la tierra, hacerse uno con Cruachan. La inauguración real probablemente tendría lugar en el propio montículo de Rathcroghan.[cita requerida] La importancia religiosa de Cruachan disminuyó tras la llegada del cristianismo, lo que se menciona en el prólogo del Martirologio de Oengus que hace coincidir el fin del poder de Cruachan con el surgimiento de Clonmacnoise .
Los escritores que surgieron en la época no informan de lo que realmente sucedió en sitios como este, contando historias que presentan el síd de Cruachan siendo atacado por Ailill y Medb mientras se refieren a Owenagat como la puerta al infierno de Irlanda. A fines del siglo I, se construyeron varios raths en el sitio. Algunos de estos incluirían posteriormente subterráneos con entrada para uno construido sobre Oweynagat utilizando piedras hincadas Ogham, las únicas que aparecen en Connacht, ya que generalmente solo se empleaban en el suroeste de Irlanda. El área está salpicada de terraplenes medievales, de los que los mejores ejemplos se encuentran alrededor de Reilig na Ri, lo que demuestra que Cruachan se convirtió en una tierra de pastoreo clave posiblemente vinculada al fuerte altomedieval construido en la vecina Tulsk, con otra característica cercana, el montículo Carnfree, utilizado como el sitio de inauguración de los reyes O'Conor de Connacht. Hay evidencia de pequeños grupos de casas o sean bhaile entre los monumentos que podrían haber sido habitados mucho después de la Edad Media; sin embargo, el siguiente desarrollo importante fue el estudio, que comenzó a mediados del siglo XVIII, con el dibujo a color del montículo Cruachan de Gabriel Beranger . Este trabajo fue continuado por la Ordnance Survey en la década de 1830 que, con la ayuda local, asignó a los monumentos los nombres en vigor. No se han realizado muchas excavaciones en el entorno de Rathcroghan, pero tecnologías como el radar y los estudios magnéticos han revelado características que muestran grandes similitudes entre Rathcroghan, Tara y Emain Macha . En 1999, se completó el centro de visitantes de Cruachan Ai en Tulsk, que muestra las últimas actualizaciones de investigación realizadas en Rathcroghan, Carnfree y Tulsk .[cita requerida]
Una referencia histórica a la cueva se encuentra en las Tríadas de Irlanda, datadas en los siglos XIV al XIX, donde se mencionan" Úam Chnogba , Úam Slángæ y Dearc Fearna " bajo el título, "los tres lugares más oscuros de Irlanda". El último, que significa la 'Cueva de los Alisos', se cree que corresponde a la actual Cueva de Dunmore, mientras que los dos primeros se traducen como las cuevas de Knowth y las cuevas de Slaney. No se sabe a qué sistema exacto de cuevas/tumbas de corredor cerca del río Slaney se hace referencia, siendo más probables las de Baltinglass. Otras fuentes traducen las ubicaciones como Rath Croghan, la cueva o cripta de Slane y la "Cueva de los helechos".

## Arqueología
El complejo Rathcroghan tiene más de 240 sitios arqueológicos, 60 de los cuales están clasificados como monumentos nacionales, dispersos en aproximadamente 4 millas cuadradas. Abarcan desde el Neolítico hasta el período medieval y las categorías de monumentos incluyen túmulos funerarios, fortalezas circulares, movimientos de tierra lineales y recintos.[cita requerida]

## Sitios principales

### Montículo de Rathcroghan

Imagen aérea del montículo Rathcroghan

El principal emplazamiento del complejo, el montículo Rathcroghan, es un montículo circular ancho con la parte superior plana con un diámetro medio de 89 m en la base y una altura de 5,5 m. Por el este y el oeste, suaves rampas dan acceso a la cumbre en la que hay restos de un pequeño montículo. La topografía ha revelado que Rathcroghan se construyó sobre un monumento preexistente que estaba formado por dos anillos concéntricos construidos en piedra. Durante la prospección también se descubrió un enorme recinto de 360 m de diámetro y 5 m de profundidad. Este recinto rodea el gran montículo y otros monumentos, lo que facilita las comparaciones con otros sitios reales en Irlanda como Tara, Emain Macha y Dún Ailinne, que tienen recintos similares.

### Rathmore
El nombre de este montículo se traduce directamente como "Gran Fuerte". Tiene forma convexa con un diámetro de 40 m y está rodeado por una zanja de 7 m de ancho. Se sugiere que este montículo cubierto de hierba y de perfil empinado data desde finales de la Edad del Hierro hasta los comienzos de la Edad Media. Aunque es similar a un ringfort, el vértice del montículo se considera demasiado pequeño. Los posibles agujeros para postes encontrados en la parte superior del montículo pueden sugerir que aquí se ubicó un salón comunal de la Edad del Hierro o una estructura circular similar. Estudios geofísicos indican evidencia de fogones, fosas y hornos en el interior que concuerdan con el uso del montículo como habitación.

### Rath na dTarbh
La ortografía inglesa es Rathnadarve y el nombre significa 'Fuerte de los toros' en inglés. Al oeste del montículo de Rathcroghan hay un gran fuerte circular con un terraplén considerable y foso externo. Hay varias rupturas en la endiente, uno en el noreste es una posible entrada. Este es tradicionalmente el lugar de la lucha entre los toros Donn Cuailnge y Finnbennach al final de la epopeya Táin Bó Cúailnge.

### Reilig na Rí
La ortografía inglesa es Relignaree, traducida del irlandés como "lugar de entierro de los Reyes". Se trata de un gran recinto circular de 100 m de diámetro y un talud de piedra y tierra de 1 m de altura. En el interior del recinto quedan restos de otro recinto más pequeño, de 48 m de diámetro. Antiguas divisorias de campos atraviesan este sitio, aparentando dividirlo en cuatro segmentos desiguales, y los restos de cinco casas rectangulares son visibles dentro y alrededor del sitio. En 1872 se excavaron los restos de un subterráneo en el cuadrante suroeste y donde se hallaron huesos de animales.

### Oweynagat

Imagen interior de la cueva Oweynagat, de Hamish Fenton.

El nombre irlandés de este sitio es Uaimh na gCat, que se traduce como 'Cueva de los gatos'. Esta es una estrecha cueva natural de caliza con un subterráneo hecho por el hombre en la entrada. Originalmente, la entrada al subterráneo se hallaba dentro de un montículo de tierra, modificado por la construcción de una carretera en la década de 1930. El subterráneo está realizado con muros de piedra seca, ortostatos y dinteles, y mide un total de aproximadamente 10,5 m desde la entrada a la cueva natural, que se extiende otros 37 m. 

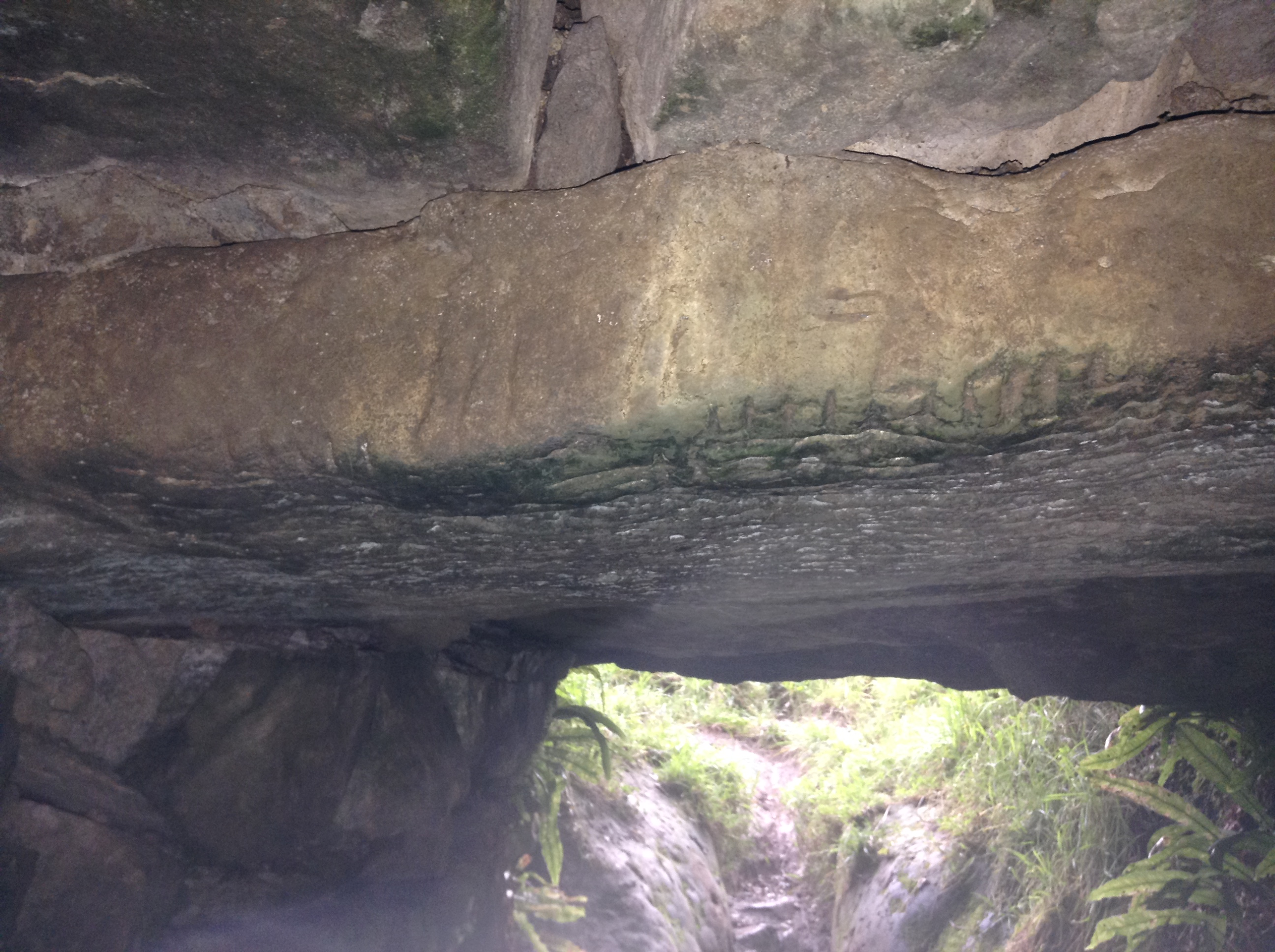
Dintel de la entrada a la cueva

En el dintel superior, justo dentro de la entrada se puede contemplar una inscripción ogham donde se puede leer 'VRAICCI. . . MAQI MEDVVI'. Esto se traduciría como 'de Fraech, hijo de Medb', estando Fraech asociado con Cruachan y Medb en el Táin Bó Cúailnge. Fraech también está asociado con el cercano monumento de Carnfee (Carn Fraích). Hay una segunda inscripción en ogham en otro dintel del interior del pasillo, apenas visible, que dice 'QR G SMU'. Esta inscripción está demasiado incompleta para permitir una lectura segura.

### Montículo de Datí

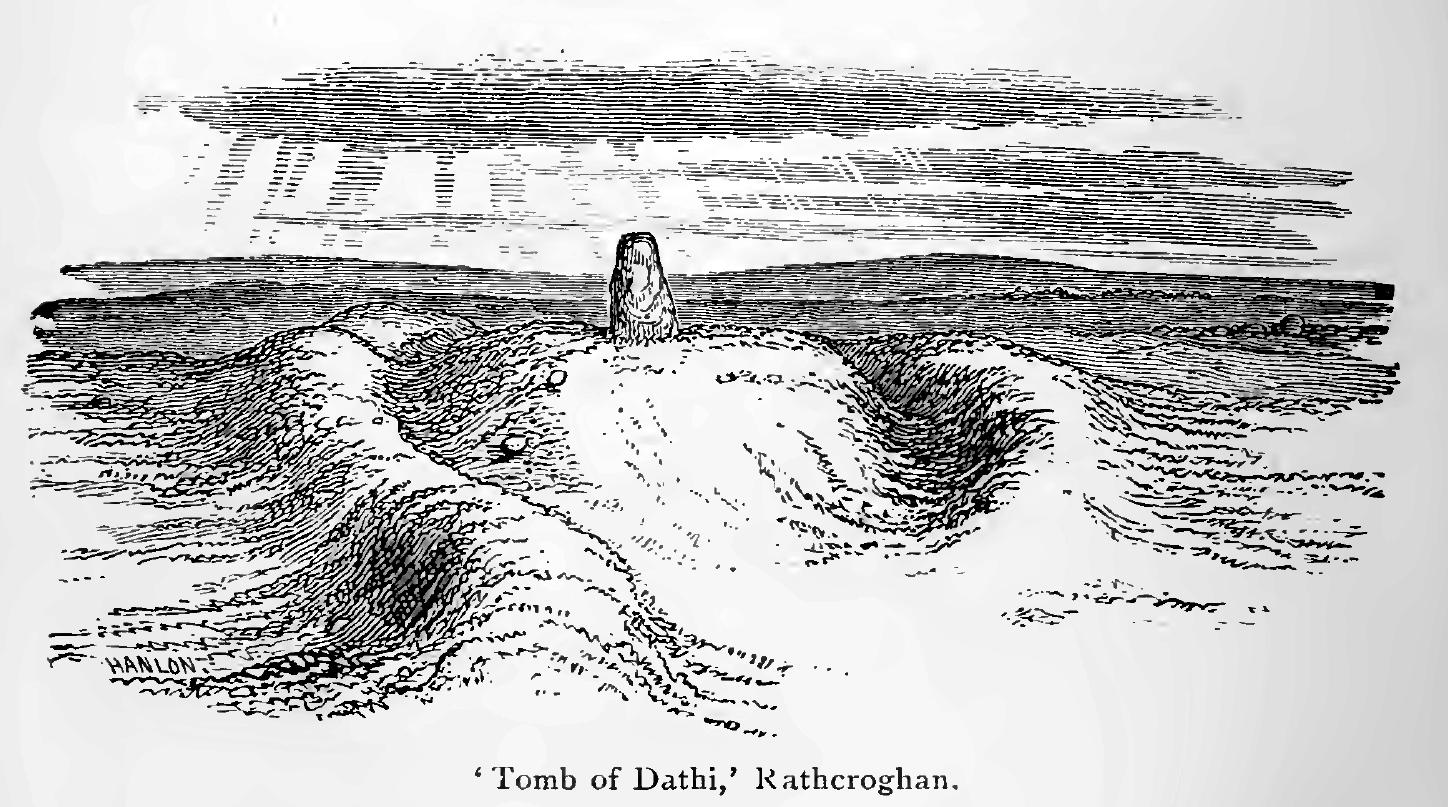
Bosquejo del Montículo de Datí c. 1900.

Durante mucho tiempo, se consideró que este montículo sería el lugar de enterramiento de Nath Í, el último gran rey pagano de Irlanda. Parece ser un túmulo funerario terraplenado con un diámetro total de 40 m, con entradas opuestas al este y al oeste. Hay un pilar de piedra arenisca roja sobre el montículo, de 1,85 m de altura. Las investigaciones de Macalister en 1913 revelaron que el montículo fue excavado en una cresta de grava natural y, lo que fue confirmado por una excavación limitada en 1981. En la excavación no fueron halladas tumbas, aunque los restos de carbón encontrados permiten fechar la construcción entre 200 a. C. y el 200 d. C. Esto entraría en conflicto con la leyenda del enterramiento del rey Nath Í, ya que se cree que este rey murió en torno a l 429 d. C., al menos 200 años después de la creación de este sitio.

### Los mucklaghs

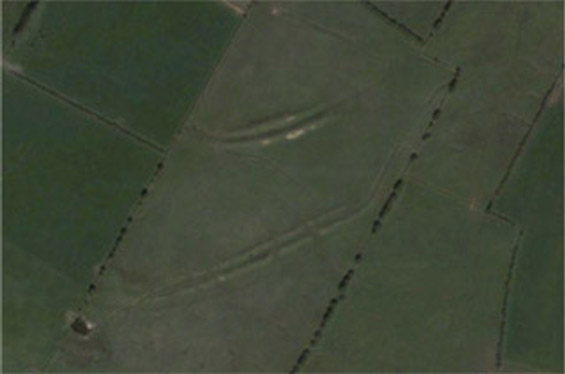
Se cree que los Mucklagh fueron creados por un jabalí mágico

El folclore nos cuenta que estos enormes movimientos de tierra son el resultado de la excavación de un jabalí gigante, siendo muic la palabra irlandesa para cerdo. Son dos surcos lineales que consisten en dobles bancos con tres fosos de acompañamiento que corren de noreste a suroeste en un curso paralelo curvo a una distancia de 78 m. El Mucklagh septentrional es el más corto de los dos, mide 100 m, pero de un tamaño masivo. El Mucklagh meriodional es significativamente más largo, mide aproximadamente 280 m. La función de estos movimientos de tierra no está clara.

### Rathbeg
Rathbeg, "pequeño fuerte", se ha clasificado como un túmulo circular con anillos concéntricos que circundan un túmulo en un efecto escalonado. El montículo está ubicado a 600 m al noroeste del montículo de Rathcroghan. Un foso doble rodea tres de sus lados, con un foso adicional en el lado occidental. Hay un pequeño mojón en la cima rodeado de pequeños bancos y zanjas, lo que crea las terrazas. El montículo tiene 36 m de diámetro aproximadamente. El pedernal descubierto en el montículo data de la Edad del Hierro y posiblemente de la Edad del Bronce, sin embargo, la estructura en sí sería consistente con los monumentos neolíticos.

### Cashelmanannan
La grafía irlandesa del nombre sería Caiseal Mhanannán, Fuerte de Manannan, en referencia a Manannán mac Lir, dios acuático de la mitología irlandesa. Cashelmanannan son los restos de los cimientos de un fuerte de piedra ovalado rodeado por tres bancos concéntricos de tierra y piedra muy próximos uno al otro que miden en torno al 1,5 m de ancho cada uno. El diámetro interno mide 40 m con las medidas externas de 57 m norte/sur y 63 m este/oeste. Adosados al recinto principal al norte y al este se encuentran dos recintos rectangulares, cada uno definido por un banco. Se desconoce el uso exacto de Cashelmanannan, pero el hecho de que sea la única estructura del complejo construida en piedra sugiere que se trata de un edificio de alto estatus con buenas características defensivas.

### Otros sitios
- Misguan Medb: un monolito caído ubicado cerca del montículo Rathcroghan.
- Avenida antigua: Una avenida o camino rodeado por dos bancos bajos. Parte de él cruza el banco circular exterior y el foso de Rathscreig, un sitio con un pequeño montículo en el centro. El camino, de aproximadamente 15 metros de ancho, parece terminar en Flanagan's Fort, otro fuerte circular con un pequeño montículo en el centro. Ambos fuertes fueron construidos posteriormente.